# Purl
Purl er en amerikansk computeranimeret kortfilm fra 2018, som er instrueret og skrevet af Kristen Lester med historie af Michael Daley, Bradley Furnish, Lester og James Robertson, produceret af Pixar Animation Studios og distribueret af Walt Disney Studios Motion Pictures.
Det er den første kortfilm, der er udgivet som en del af Pixars SparkShorts- program, og handler om et garnnøgle ved navn Purl, som bliver ansat i en mandsdomineret virksomhed, hvor hun blive ignoreret af sine kolleger. Filmen blev screenet på SIGGRAPH den 14. august 2018, havde premiere i El Capitan Theatre den 18. januar 2019 og blev udgivet på YouTube den 4. februar 2019 og på Disney+ den 12. november 2019, hvor den modtog positive anmeldelser fra kritikere, især for dens temaer.
 